# Félix-Henri Giacomotti
Félix-Henri Giacomotti, né le 19 novembre 1828 à Quingey et mort le 10 mai 1909 à Besançon, est un peintre et conservateur de musée français d'origine italienne.

## Biographie
Félix-Henri Giacomotti est le fils de Brice Giacomotti et de Jeanne Louise Bonavalot. D'origine italienne, il est naturalisé français en 1849. Il est élève à l’école de dessin de Besançon. En 1854, il obtient le prix de Rome de peinture pour Abraham lavant les pieds aux anges, et part à Rome pour la villa Médicis. À son retour, il expose au Salon de Paris de 1859 à 1909. Il obtient de nombreuses commandes, dont un plafond pour le musée du Luxembourg à Paris, La Gloire de Rubens, aujourd'hui à l'hôtel des Échevins de Bourges.
Il est nommé directeur de l’école municipale des beaux-arts et conservateur du musée de Besançon jusqu'à sa mort.
Félix-Henri Giacomotti pratique la peinture d'histoire et la peinture religieuse. Il peint aussi des portraits et des nus féminins influencés par William Bouguereau et Alexandre Cabanel.
Il est nommé chevalier de la Légion d’Honneur le 15 août 1867.

## Son œuvre
Lors de son séjour romain de la villa Médicis, il peint un portrait de l'architecte Paul-Émile Bonnet.
Giacomotti est l'auteur du Repos de la Sainte Famille du transept nord   de l'église Notre-Dame-des-Champs à Paris, sur lequel Joseph lange l'enfant Jésus.
Ses 4 tableaux de l’église Saint-Martin de Quingey ont été inaugurés le 8 mai 1892 par Hippolyte Rigny, chanoine et curé de Saint-Pierre de Besançon.
Une exposition monographique s'est tenue à Étampes en 2005.

### La Patineuse
La jeune femme, patinant sur l'étang gelé de Malpas (Doubs), est Marie-Louise Regad, fille d'un maître des forges de Quingey. Le tableau a été présenté au salon des Champs-Élysées en 1883 ; il est  actuellement détenu par le musée des Beaux-Arts et d'Archéologie de Besançon.
Le lieutenant Philippe Pétain, en poste à Châtillon-le-Duc entre 1884 et 1888, avait rencontré le modèle lors d'un bal à Besançon et aurait demandé sa main. Son père, Léon Regad, aurait mis comme condition que le futur maréchal quitte l'armée pour venir travailler aux forges.
Malgré une reprise récente (novembre 2020) de cette anecdote par un quotidien, Il s'agirait peut-être d'une légende car la rencontre est située en 1888 alors que la jeune femme était mariée depuis deux ans avec Gaston Outhenin-Chalandre.

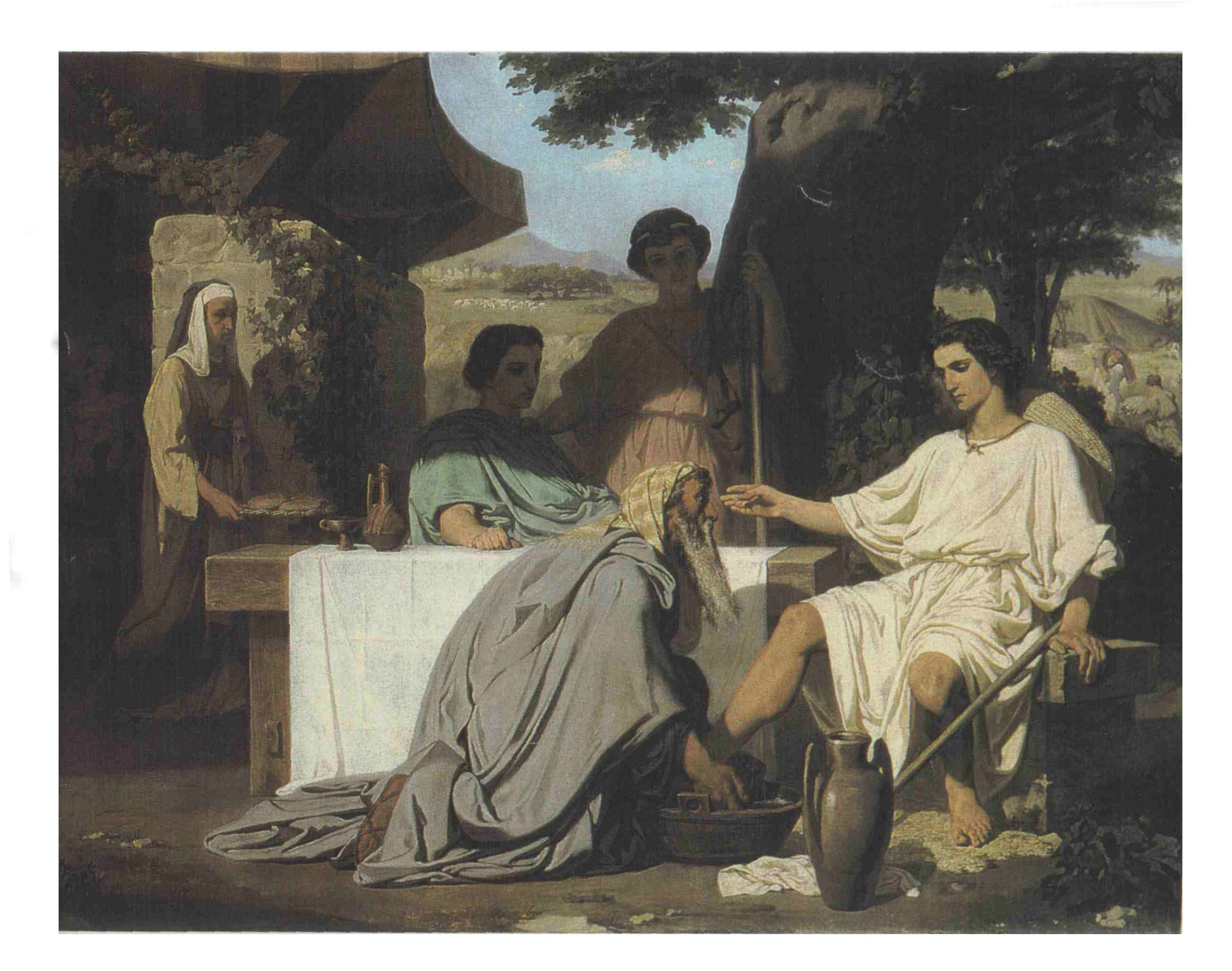
Abraham lavant les pieds aux anges (1854), Paris, École nationale supérieure des beaux-arts.
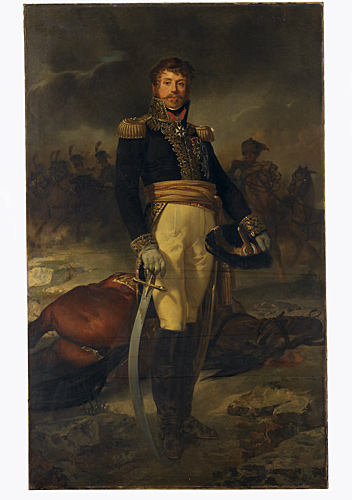
Portrait du général Marulaz (1863), musée du Temps de Besançon.
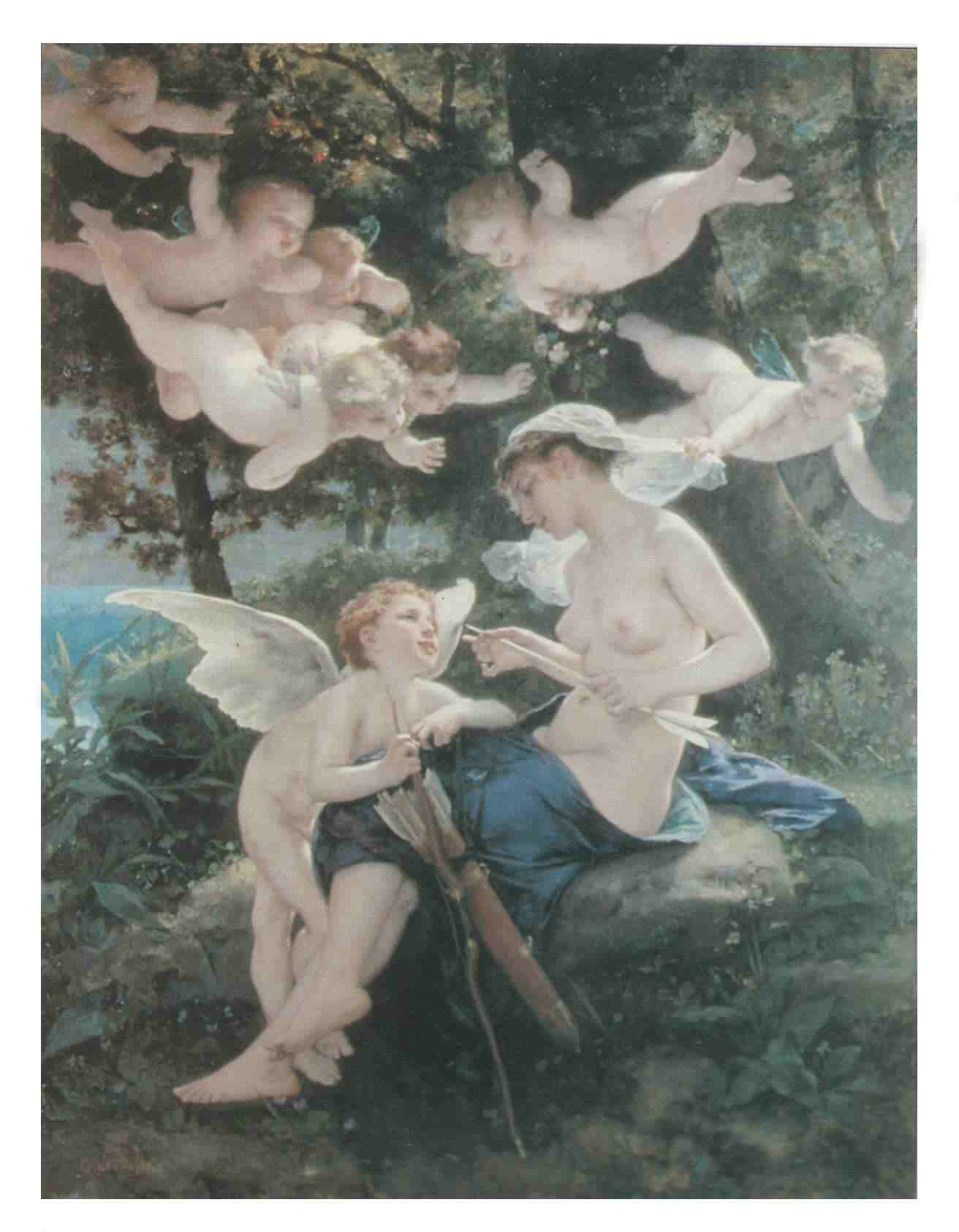
L'Innocence (1884), musée municipal d'Étampes.
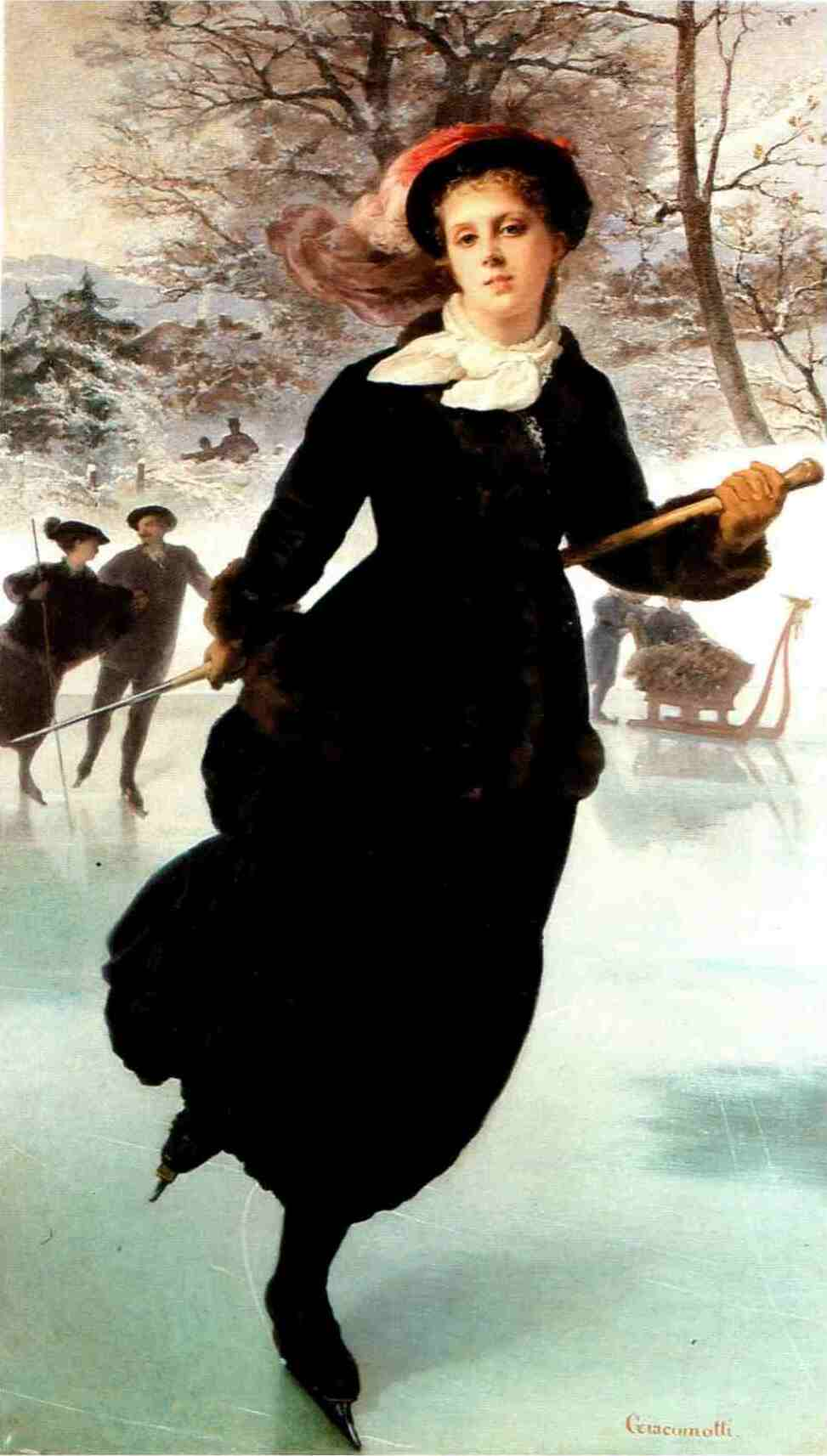
La Patineuse (1883), musée des beaux-arts de Besançon.
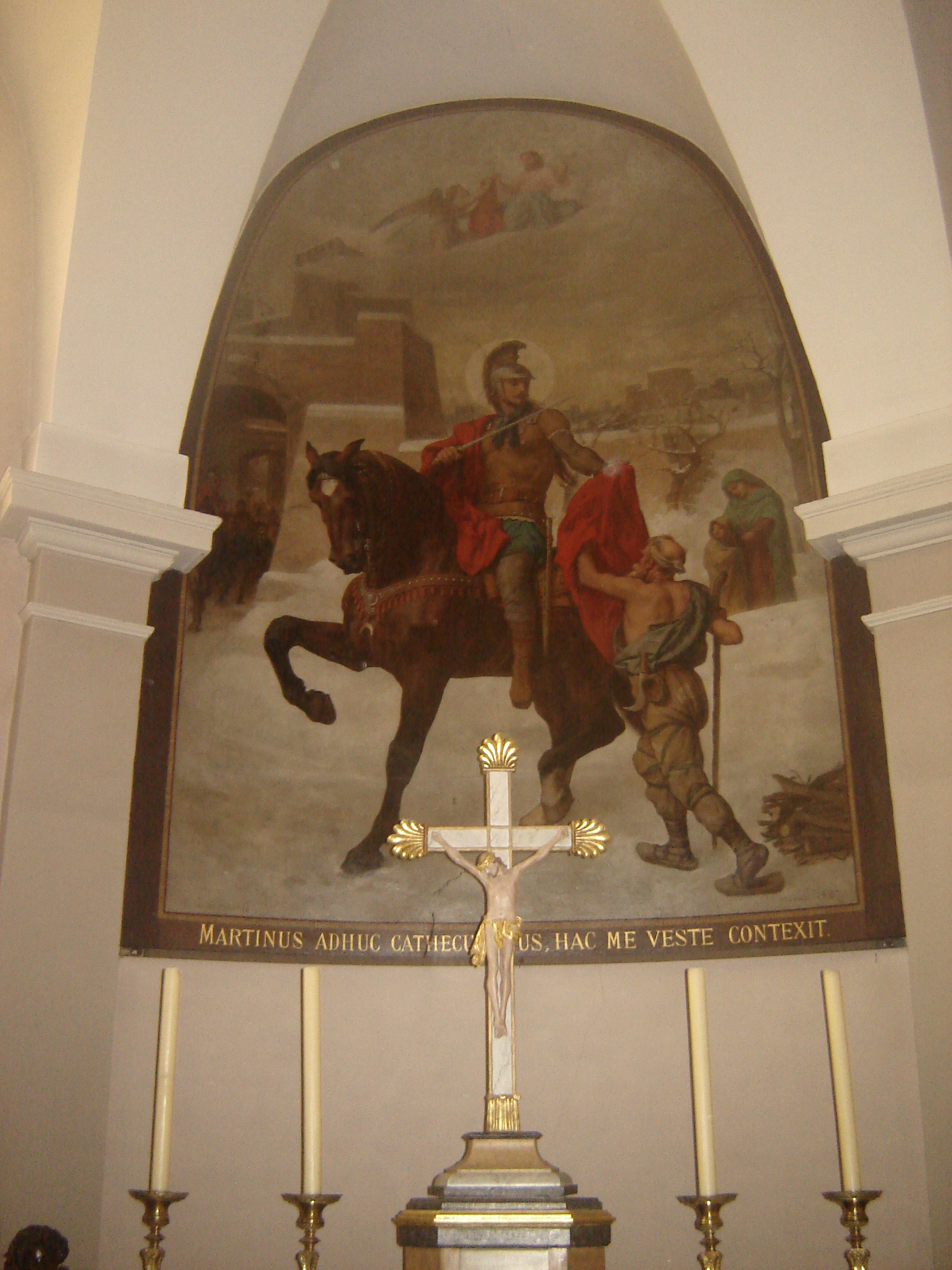
Saint Martin à la porte d'Amiens (1892), chœur de l'église de Quingey.